# 潟ちゅーぶ
『潟ちゅーぶ』（がたちゅーぶ）は、2021年4月3日からNST新潟総合テレビで放送されている新潟ローカルのバラエティ番組。
2024年4月から3月まで土曜深夜に放送されていたバズタイムズがコーナーに内包された。

## 概要
新潟のおもしろい動画やYouTuberを発掘する番組である。YouTube「だいすき!にいがた!チャンネル」と連動している。
2021年3月13日にパイロット版となる特番が放送され、好評だったため同年4月3日からレギュラー番組となった。
2021年10月2日から放送時間を30分に拡大した。
番組本編はYouTube「だいすき!にいがた!チャンネル」で見逃し配信している。
2023年4月2日から放送時間が日曜 9:30 - 10:00に移動した。
2024年4月から放送時間が土曜 11:20 - 11:35に移動した。

## 出演者
○はNSTアナウンサー

### MC
- JOY（2024年4月 - ）
- NGT48 大塚七海

2024年8月31日 - 代打アシスタントを担当。
2024年10月5日 - 杉山アナが産休の為、降板しMCを引き継ぐことになった。

## バズタイムズ
- NGT48のメンバーがディレクターとなり県内各地を訪れ、「バズっている」または「バズりそう」な人やモノを取り上げるコーナー。
- 出演メンバー

大塚七海、藤崎未夢、鈴木凛々花 、杉本萌、三村妃乃 他
だいすき!にいがた! チャンネル バズタイムズでは過去のアーカイブが公開されている。

## ナレーション
- ○齋藤正昂

## 過去出演者
- チカコホンマ -（2021年4月 - 2024年3月）
- ○杉山萌奈 -（2021年4月 - 2024年10月）産休のため降板

ナレーション
- 越後屋ときな - バーチャルYouTuber（2021年4月 - 2023年3月）